# Старозайцево
Старозайцево — село в Кувандыкском городском округе Оренбургской области России.

## География
Село находится на востоке центральной части Оренбургской области, на правом берегу реки Караелги, на расстоянии примерно 13 километров (по прямой) к югу-юго-западу (SSW) от города Кувандык, административного центра района. Абсолютная высота — 194 метра над уровнем моря.
Климат
Климат характеризуется как умеренно континентальный, с четырьмя чётко выраженными временами года. Абсолютный минимум температуры воздуха самого холодного месяца (января) составляет −45 °C; абсолютный максимум самого тёплого месяца (июля) — 42 °C. Среднегодовое количество атмосферных осадков составляет 300—550 мм, из которых около 70 % выпадает в весенне-летний период. Снежный покров довольно устойчив и держится в течение 150 дней в году.
Часовой пояс
Село Елшанка, как и вся Оренбургская область, находится в часовой зоне МСК+2. Смещение применяемого времени относительно UTC составляет +5:00.

## История
До 1 мая 2015 года входило в состав ныне упразднённого Краснознаменского сельсовета.

## Население
| 2010 |
| ---- |
| 46   |

Гендерный состав
По данным Всероссийской переписи населения 2010 года в гендерной структуре населения мужчины составляли 45,7 %, женщины — соответственно 54,3 %.
Национальный состав
Согласно результатам переписи 2002 года, в национальной структуре населения русские составляли 96 % из 51 чел.